# Clima continental húmido

Distribuição do Clima continental úmido no mundo.
Dsa
Dsb
Dwa
Dwb
Dfa
Dfb

O clima continental úmido  (português brasileiro)  ou clima continental húmido  (português europeu)  é uma região climática definida pelo climatologista russo-alemão Wladimir Köppen em 1900, caracterizada por grandes diferenças sazonais de temperatura, com verões de quentes a frescos (e geralmente úmidos) e invernos frios, ou às vezes severamente frios nas áreas do norte. A precipitação é geralmente distribuída ao longo do ano. As definições desse clima em relação à temperatura são as seguintes: a temperatura média do mês mais frio deve estar abaixo de −3 °C ou 0 °C (depende da isoterma utilizada) e deve haver pelo menos quatro meses com temperaturas médias iguais ou superiores a 10 °C. Além disso, o local em questão não deve ser semiárido ou árido. Os subtipos Dfb, Dwb e Dsb também são conhecidos como climas hemiboreais.
Climas continentais úmidos são geralmente encontrados aproximadamente entre latitudes 40° N e 60° N, nas porções central e nordeste da América do Norte, Europa e Ásia. Eles são muito raros no Hemisfério Sul devido à maior área oceânica nessas latitudes e à consequente maior influência marítima. No Hemisfério Norte, alguns climas continentais úmidos, tipicamente em Hokkaido, norte de Honshu, ilha Sacalina, Escandinávia, Nova Escócia e Terra Nova, são fortemente influenciados pelo mar, apresentando verões e invernos relativamente frios, logo abaixo da marca de congelamento. Os climas continentais mais úmidos e extremos encontrados no nordeste da China, sul da Sibéria, pradarias canadenses e região dos Grandes Lagos do Centro-Oeste americano e centro do Canadá combinam temperaturas máximas de verão mais quentes e invernos mais frios que as variedades de influência marinha.

## Definição

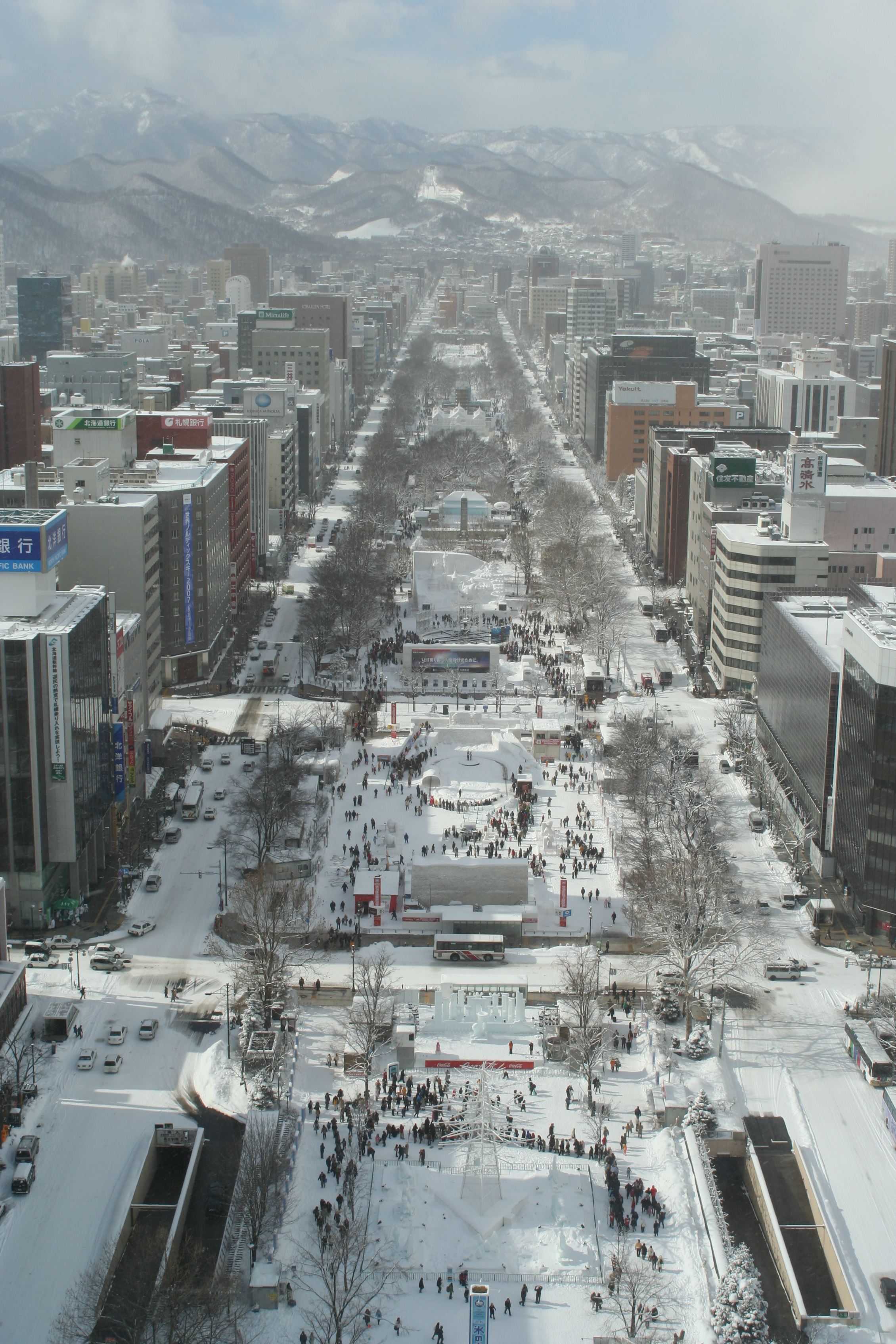
Neve na cidade de Sapporo, no Japão. A cidade tem um clima continental úmido (Köppen Dfa).

Usando a classificação climática de Köppen, um clima é classificado como continental úmido quando a temperatura do mês mais frio é inferior a −3 °C ou 0 °C, e deve haver pelo menos quatro meses cujas temperaturas médias são iguais ou superiores a 10 °C. Essas temperaturas não eram arbitrárias. Na Europa, a isoterma de temperatura média de −3 °C (linha de temperatura igual) estava próxima da extensão sul da neve no inverno. A temperatura média de 10 °C foi considerada a temperatura mínima necessária para o crescimento das árvores. Amplas faixas de temperatura são comuns nessa zona climática.

### Precipitação associada
Na América do Norte, a umidade deste regime climático é fornecida pelo Golfo do México e pelo Atlântico subtropical ocidental adjacente. A precipitação é relativamente bem distribuída durante todo o ano em muitas áreas com esse clima (f), enquanto outras podem observar uma redução acentuada na precipitação no inverno, o que aumenta as chances de uma seca no inverno (w). A queda de neve ocorre em todas as áreas com clima continental úmido e em muitos desses locais é mais comum que a chuva durante o auge do inverno. Em locais com precipitação suficiente no inverno, a cobertura de neve costuma ser profunda. A maioria das chuvas de verão ocorre durante tempestades e, na América do Norte e Ásia, um sistema ocasionalmente tropical. Embora os níveis de umidade sejam geralmente altos em locais com climas continentais úmidos, a designação "úmido" significa que o clima não é suficientemente seco para ser classificado como semiárido ou árido.

### Vegetação
Por definição, as florestas prosperam nesse clima. Os biomas dentro desse regime climático incluem florestas temperadas, pastagens temperadas, caducifólias temperadas, florestas sempre-verdes temperadas e florestas de coníferas. Nas áreas mais úmidas, podem ser encontrados bordo, abeto, pinheiro e carvalho. As folhagens de outono são observadas durante o outono.

## Variantes

### Variante de verão quente

Distribuição dos climas continentais de verão quente no mundo.
(Dfa) Continental de verão quente
(Dwa) Continental de verão quente com influência de monções
(Dsa) Continental de verão quente com influência mediterrânea

Uma versão de verão quente de um clima continental apresenta uma temperatura média de pelo menos 22 °C no mês mais quente. Como esses regimes são limitados ao Hemisfério Norte, o mês mais quente é geralmente julho ou agosto. Por exemplo, Chicago tem temperaturas médias nas tardes de julho próximas de 29 °C, enquanto a temperatura média nas tardes de janeiro está próxima de −1 °C. Os períodos livres de geada normalmente duram de 4 a 7 meses dentro desse regime climático.
Na América do Norte, esse clima inclui pequenas áreas do centro e sudeste do Canadá e partes do centro e leste dos Estados Unidos do Meridiano 100 W ao Atlântico. A precipitação aumenta mais a leste nesta zona e é menos uniforme sazonalmente no oeste. Os estados ocidentais do centro dos Estados Unidos, ou seja, Montana, Wyoming, partes do sul de Idaho, a maior parte do condado de Lincoln, no leste de Washington, partes do Colorado, partes de Utah, oeste de Nebraska e partes do norte e Dakota do Sul, têm regimes térmicos que se encaixam no tipo de clima Dfa, mas são bastante secos e geralmente são agrupados com os climas semiáridos frios (BSk).
No Hemisfério Oriental, esse regime climático é encontrado no interior da Eurásia, no centro-leste da Ásia e em partes da Índia. Na Europa, o tipo de clima Dfa está presente próximo ao Mar Negro, no sul da Ucrânia, no Distrito Federal do Sul da Rússia, no sul da Moldávia, na Sérvia, em partes do sul da Romênia e na Bulgária, mas tende a ser mais seco e pode até ser semiárido nesses lugares. No leste da Ásia, esse clima exibe uma tendência de monções com precipitação muito maior no verão do que no inverno, e devido aos efeitos das fortes temperaturas do inverno na Sibéria, muito mais frias que nas latitudes semelhantes em todo o mundo, porém com queda de neve menor, com exceção do oeste do Japão que apresenta fortes nevascas. Tōhoku, entre Tóquio e Hokkaidō e a costa oeste do Japão, também tem um clima com a classificação Köppen Dfa, mas é mais úmida do que na parte da América do Norte com esse tipo de clima. Uma variante que possui invernos secos e, portanto, queda de neve relativamente menor com chuvas de verão do tipo monção pode ser encontrada no norte da China, incluindo a Manchúria e partes do norte da China e em grande parte da península coreana. Essa variante tem a classificação Köppen Dwa. Grande parte da Ásia central, noroeste da China e sul da Mongólia tem um regime térmico semelhante ao do tipo de clima Dfa, mas essas regiões recebem tão pouca precipitação que são mais frequentemente classificadas como climas semiáridos frios (BSk) ou desérticos frios (BWk).
Essa zona climática não existe no Hemisfério Sul, onde a única massa de terra que entra nas latitudes médias-altas, na América do Sul, é pequena demais para ter um lugar que combine invernos com neve e verões quentes. As influências marinhas também impedem os climas Dfa, Dwa e Dsa de existirem no Hemisfério Sul.

### Variante de verão fresco

Distribuição dos climas continentais de verão fresco no mundo.
(Dfb) Continental de verão fresco
(Dwb) Continental de verão fresco com influência de monções
(Dsb) Continental de verão fresco com influência mediterrânea

As áreas com esse subtipo do clima continental têm uma temperatura média no mês mais quente abaixo de 22 °C. As altas temperaturas do verão nesta zona geralmente ficam em média entre 21 e 28 °C durante o dia e as temperaturas médias no mês mais frio geralmente ficam muito abaixo dos −3 °C ou 0 °C. Os períodos sem congelamento geralmente duram de 3 a 5 meses. Os períodos de calor que duram mais de uma semana são raros. Os invernos são breves e frios.
A versão de verão fresco do clima continental úmido cobre uma área muito maior do que o subtipo de verão quente. Na América do Norte, a zona climática cobre cerca de 45 °N a 50 °N de latitude, principalmente a leste do Meridiano 100 W, incluindo a maior parte do sul de Ontário, das províncias marítimas e a ilha de Terra Nova. No entanto, pode ser encontrado no norte até 54  N, e mais a oeste nas províncias canadenses das pradarias e abaixo de 40 °N nos altos Apalaches. Na Europa, esse subtipo atinge a latitude mais ao norte a quase 61 °N.
Locais de alta altitude como South Lake Tahoe na Califórnia, e Aspen no Colorado, no oeste dos Estados Unidos, exibem climas locais do tipo Dfb. As províncias das pradarias do centro-sul e do sudoeste também se encaixam nos critérios do clima Dfb a partir de um perfil térmico, mas, devido à precipitação semiárida, porções dele são agrupadas na categoria BSk, que se refere a climas semiáridos frios. Grande parte da Nova Inglaterra e pequenas partes do Atlântico Central também se enquadram nesse subtipo.
Na Europa, é encontrado em grande parte da Europa Oriental e no extremo sul da Escandinávia, não banhado pelo Oceano Atlântico ou pelo Mar do Norte: Ucrânia (o país inteiro, exceto a costa do Mar Negro), Bielorrússia, Polônia (um terço do leste), Rússia, Suécia (região histórica de Svealand), Finlândia (extremidade sul, incluindo as três maiores cidades), Noruega (área mais populosa), Estônia, Letônia, Lituânia, Eslováquia, Romênia (geralmente acima de 100 m) e Hungria (geralmente acima de 100 m) . Tem poucos efeitos de aquecimento ou precipitação no Atlântico Norte. O subtipo de verão fresco é marcado por verões amenos, invernos frios e longos e menos precipitação do que o subtipo de verão quente; no entanto, curtos períodos de calor extremo não são incomuns. O norte do Japão tem um clima semelhante.
No Hemisfério Sul, existe em áreas bem definidas apenas nos Alpes Meridionais da Nova Zelândia, nas Montanhas Nevadas da Austrália em Kiandra, Nova Gales do Sul (apenas traços) e na Cordilheira dos Andes da Argentina e Chile.

## Locais

### Continental de verão quente

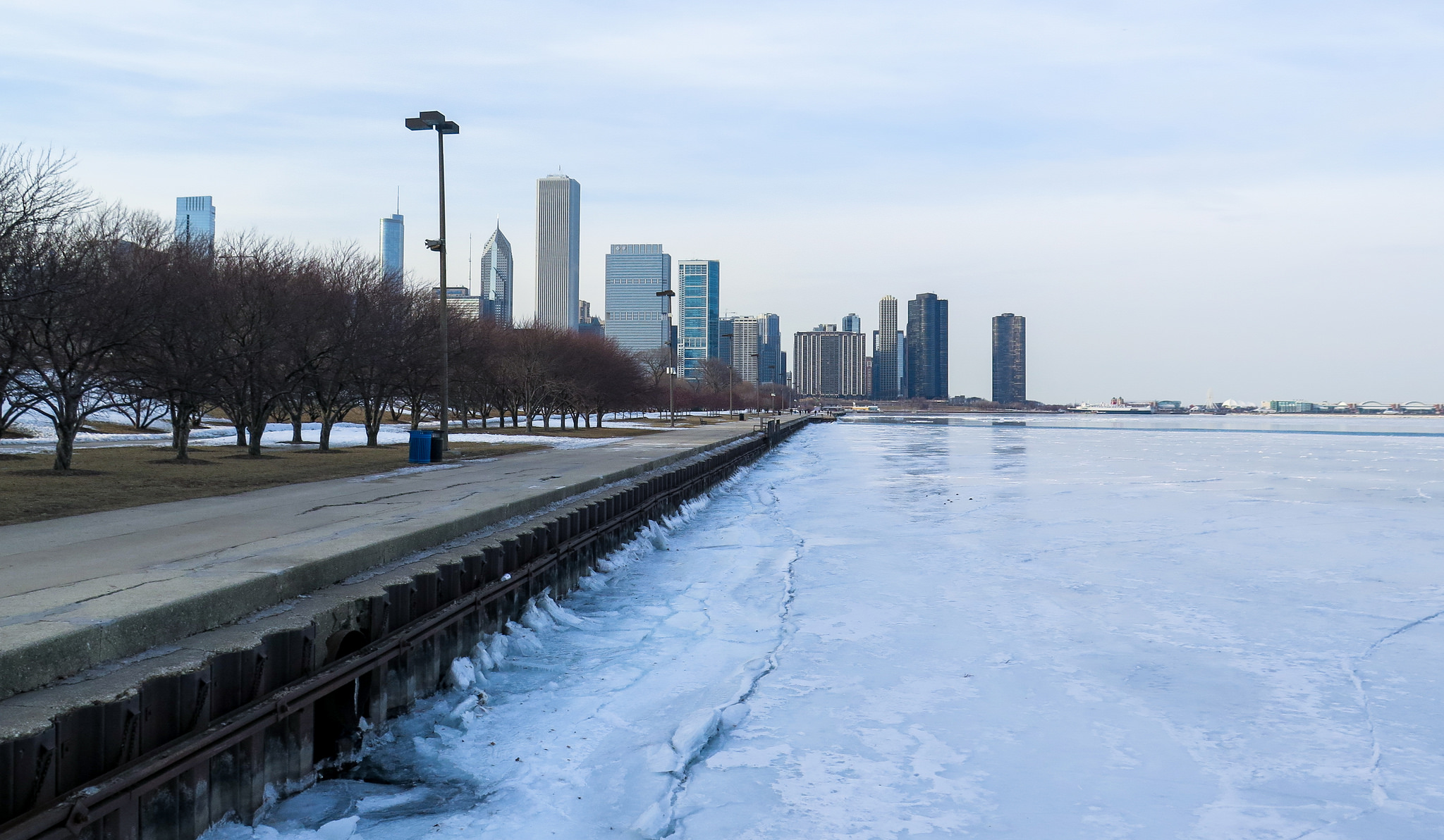
Inverno de 2014 em Chicago, Illinois.

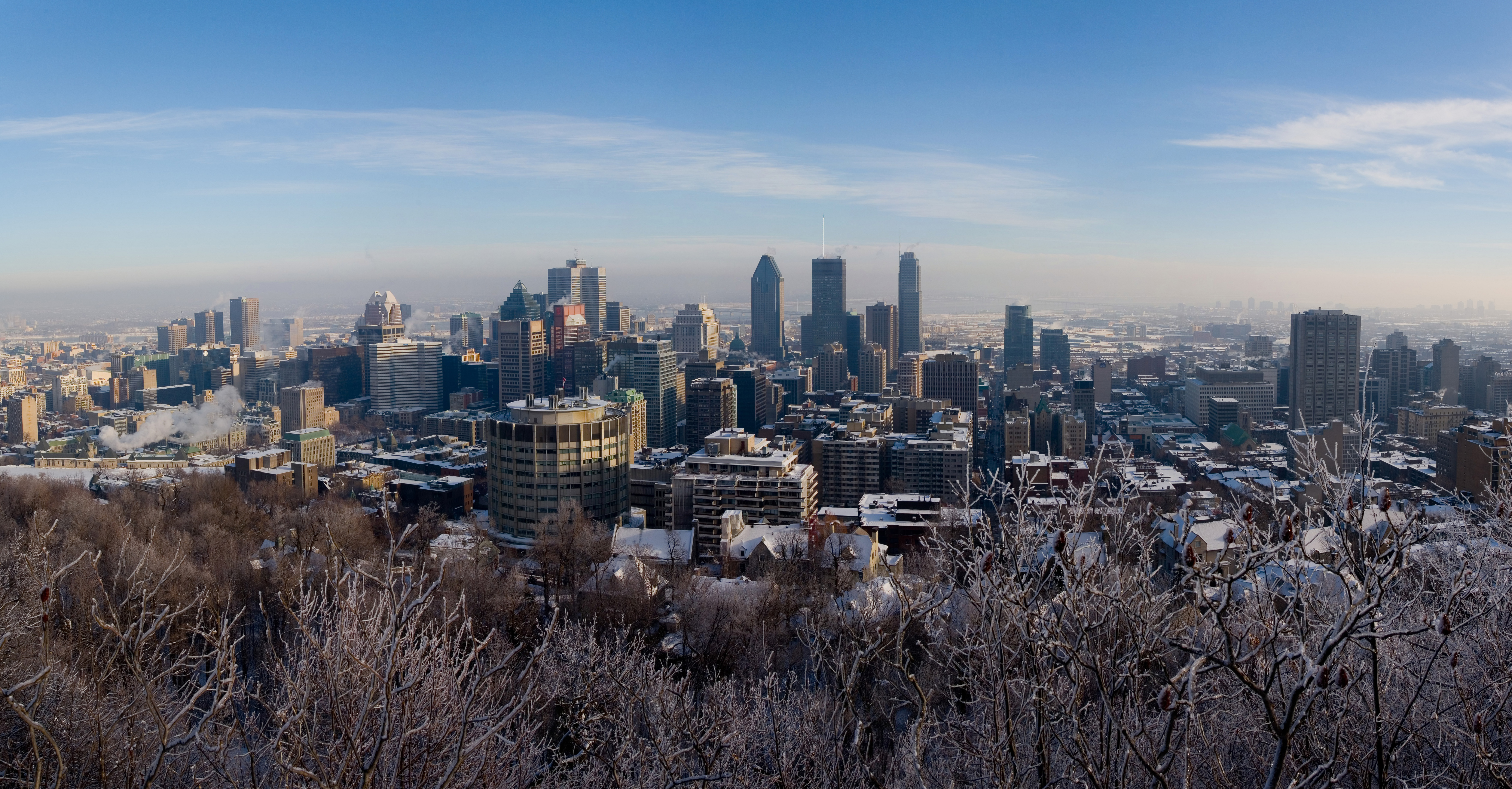
Inverno de 2006 em Montreal, Quebec.

| - Almati, Cazaquistão (Dfa) - Oral, Cazaquistão (Dfa) - Aomori, Japão (Dfa) - Nagano, Japão (Dfa) - Sapporo, Japão (Dfa e Dfb) - Chicago, Illinois, Estados Unidos (Dfa) - Boston, Massachusetts, Estados Unidos (Dfa) - Minneapolis, Minnesota, Estados Unidos (Dfa) - Toronto, Ontário, Canadá (Dfa e Dfb) - Montreal, Quebec, Canadá (Dfa e Dfb) - Windsor, Ontário, Canadá (Dfa) - Bucareste, Romênia (Dfa) | - Rostove do Dom, Rússia (Dfa) - Volgogrado, Rússia (Dfa) - Pyongyang, Coreia do Norte (Dwa) - Seul, Coreia do Sul (Dwa) - Pequim, China (Dwa) - Harbin, China (Dwa) - North Platte, Nebraska, Estados Unidos (Dwa) - Bishkek, Quirguistão (Dsa) - Arak, Markazi, Irã (Dsa) - Cacari, Turquia (Dsa) - Muxe, Turquia (Dsa) - Cambridge, Idaho, Estados Unidos (Dsa) |

### Continental de verão fresco

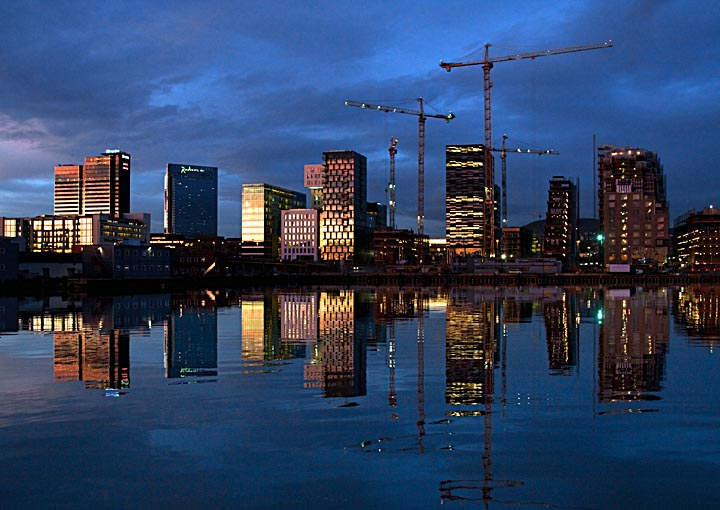
Oslo em 2011 durante o outono.

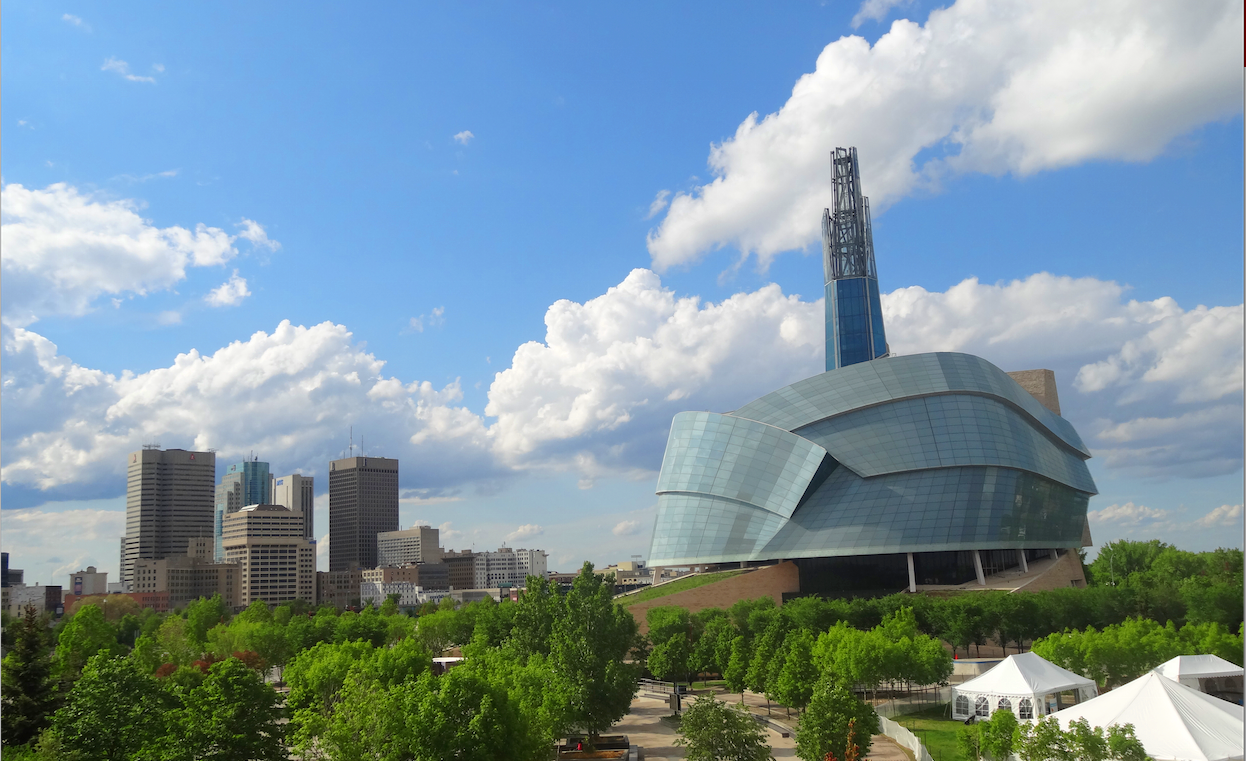
Winnipeg, Manitoba em 2014 durante o verão.

| - Kushiro, Hokkaido, Japão (Dfb) - Karaganda, Cazaquistão (Dfb) - Oslo, Noruega (Dfb) - Lillehammer, Noruega (Dfb) - Helsinki, Finlândia (Dfb) - Tallinn, Estônia (Dfb) - Edmonton, Alberta, Canadá (Dfb) - Riga, Letônia (Dfb) - Vilnius, Lituânia (Dfb) - Kiev, Ucrânia (Dfb) - Budapeste, Hungria (Dfb) - Moscou, Rússia (Dfb) - Kaliningrado, Rússia (Dfb) - Red Deer, Alberta, Canadá (Dfb) - São Petersburgo, Rússia (Dfb) - Thunder Bay, Ontário, Canadá (Dfb) - Regina, Saskatchewan, Canadá (Dfb - Saskatoon, Saskatchewan, Canadá (Dfb) - Minsk, Belarus (Dfb) - Varsóvia, Polônia (Dfb) - Winnipeg, Manitoba, Canadá (Dfb) | - Pristina, Kosovo (Dfb) - Erzurum, Turquia (Dfb) - Ardacane, Turquia (Dfb) - Quebec City, Quebec, Canadá (Dfb) - Ottawa, Ontário, Canadá (Dfb) - Halifax, Nova Escócia, Canadá (Dfb) - Charlottetown, Ilha Príncipe Eduardo, Canadá (Dfb) - Buffalo, Nova Iorque, Estados Unidos (Dfb) - Portland, Maine, Estados Unidos (Dfb) - Marquette, Michigan, Estados Unidos (Dfb) - Calgary, Alberta, Canadá (Dwb) - Vladivostok, Rússia (Dwb) - Irkutsk, Rússia (Dwb) - Pyeongchang, Coreia do Sul (Dwb) - Mount Rushmore, Dakota do Sul, Estados Unidos (Dwb) - Sivas, Turquia (Dsb) - Dras, Índia (Dsb) - Flagstaff, Arizona, Estados Unidos (Dsb) - South Lake Tahoe, Califórnia, Estados Unidos (Dsb) - Wallace, Idaho, Estados Unidos (Dsb) |

## Uso na modelagem climática
Como os regimes climáticos tendem a ser dominados pela vegetação de uma região com ecologia relativamente homogênea, aqueles que projetam mudanças climáticas refazem seus resultados na forma de regimes climáticos como uma maneira alternativa de explicar as mudanças esperadas.